# Chiesa della Purificazione della Beata Vergine Maria (Santa Maria di Feletto)
La chiesa della Purificazione della Beata Vergine Maria è la parrocchiale di Santa Maria di Feletto, frazione di San Pietro di Feletto, in provincia di Treviso e diocesi di Vittorio Veneto; fa parte della forania di Conegliano.

## Storia
La prima citazione di una chiesa a Santa Maria di Feletto risale al 1369 e si sa che era filiale della pieve di San Pietro. La chiesetta fu riedificata nel 1474 e consacrata 25 maggio 1480 dal vescovo di Ceneda Nicolò Trevisan. Nello stesso periodo fu eretta a parrocchiale. 
L'attuale parrocchiale venne edificata nel 1754 e la consacrazione fu impartita il 20 maggio 1767 dal vescovo Lorenzo Da Ponte. Nel 1794 il campanile, risalente al Quattrocento, fu innalzato con la costruzione della cuspide.

## Descrizione
Esternamente si presenta con una facciata a capanna terminata da timpano; è aperta da un portale affiancato da due finestre rettangolari. Sulla sinistra si erge il campanile, struttura quattrocentesca, con bifore, orologio dipinto sul lato nord e cuspide, aggiunta, come già detto sopra, nel tardo Settecento.
All'interno sono custodite alcune delle ultime opere di Giovanni De Min (1859), nonché una pala d'altare del 1665, di autore ignoto, rappresentante I Quindici Misteri del Rosario, la Vergine Maria e i santi Caterina da Siena e Domenico.

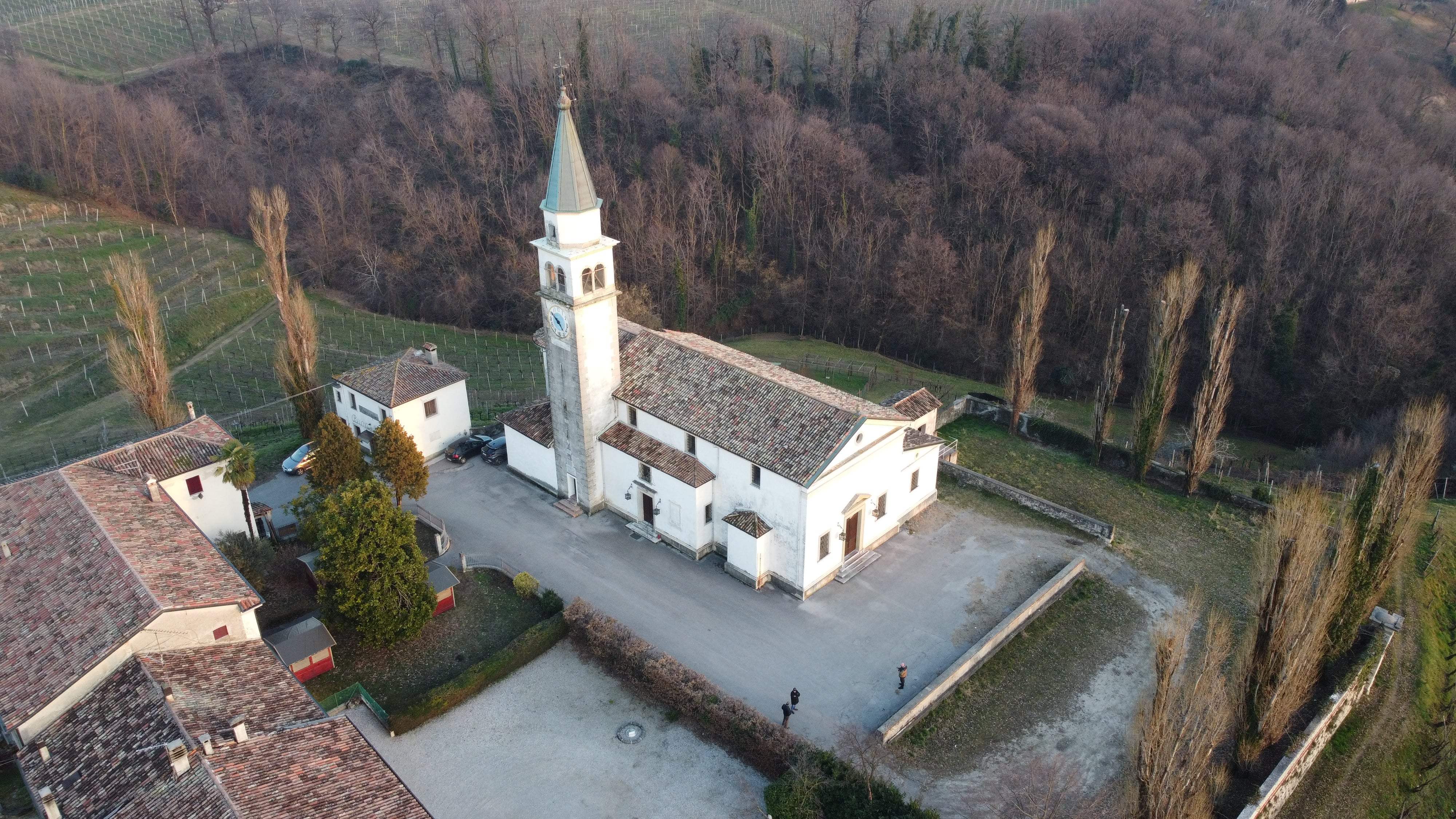